# 1776年精紡法令
《1776年精紡法令》（英語：Worsted Act 1776；17 Geo 3 c 11）是大不列顛國會的一項法令。
整部法令由《1986年成文法（廢除）法令》第1(1)條及附表1第XIII部廢除。